# Sondergruppe der Nordsee-Vorpostenflottille
Die Sondergruppe der Nordseevorpostenflottille, informell als Sondergruppe Schlieder oder als S-Gruppe bezeichnet, war ein Sonderverband der Kaiserlichen Marine im Ersten Weltkrieg zur Bekämpfung von U-Booten (U-Boot-Falle) sowie zur Durchführung von nachrichtendienstlichen Operationen und Sabotageaktionen wie dem Zerschneiden von Seekabeln. Dabei benutzten die Einheiten lagebedingt auch niederländische Legenden.

## Geschichte

### Aufgaben und Einsatz
Soweit bislang bekannt, wurde die S-Gruppe Anfang 1916 innerhalb der Nordseevorpostenflottille (Flottille der Nordseevorpostenboote) gegründet und stand unter der Führung von Leutnant, später Oberleutnant zur See Viktor Schlieder. Sie bestand aus den drei Vorpostenbooten Bismarck, Kehdingen und Dithmarschen. Nach dem Untergang der Bismarck im März 1917 wurde sie offenbar durch die Fritz Reuter ersetzt.
Die Nordseevorpostenflottille selbst bestand 1916 aus dem Tender Nordsee und zwei Halbflottillen mit je einem Torpedoboot und 31 bewaffneten Fischdampfern und operierte von Helgoland aus. Sie diente zusammen mit anderen Flottillen und Divisionen dem Sicherungsdienst in der Nordsee, zu dem die vorgeschobene Bewachung der Grenzgebiete der Deutschen Bucht, die Schaffung und Kontrolle minenfreier Wege, die Feststellung neuer Minensperren, das Minenräumen, die U-Bootjagd, der Geleit und die Sicherung des Schiffsverkehrs sowie das Heraus- und Hereinbringen sämtlicher Über- und Unterwasserstreitkräfte durch eigene und britische Minensperren gehörte. Die Flottillen und Divisionen unterstanden sämtlich dem Befehlshaber der Aufklärungsschiffe der Hochseeflotte, Vizeadmiral Franz Hipper.

### Das Gefecht auf der Doggerbank am 27.April 1916
Am 25. April 1916 dampfte die S-Gruppe auf die Doggerbank. Sie hatte den Auftrag, Angriffsgelegenheiten gegen britische Seestreitkräfte zu finden, die möglicherweise deutschen Einheiten vom Angriff auf Lowestoft folgen würden, an dem auch mehrere deutsche Schlachtkreuzer beteiligt waren. Zwar traf die Gruppe keine britischen Kriegsschiffe an, doch gelang es ihr in der Nacht zum 27. April, den britischen Fischdampfer Horus aus Grimsby zu kapern, der auf der Doggerbank fischte.
Während die Kehdingen bei der Prise verblieb, setzten die Bismarck und die Dithmarschen ihre Patrouille fort und stießen am 27. April, 02.00 Uhr, auf ein sehr niedrig gebautes britisches Patrouillenfahrzeug von zirka 120 Metern Länge und flachem Heck, auf dem zwei Geschütze zu erkennen waren. Kurz darauf sichteten sie ein zweites Wachfahrzeug. Die Bismarck und die Dithmarschen setzten sich zwischen beide Fahrzeuge, um Torpedos losmachen zu können. Die von der Bismarck abgefeuerten Torpedos liefen jedoch unter dem flachen Fahrzeug hindurch, während sie selbst von einem Torpedo getroffen wurde, der jedoch nicht explodierte. Die Dithmarschen versenkte daraufhin mit Torpedos eines der beiden Fahrzeuge, dessen Name auf deutscher Seite bis heute nicht bekannt ist. Nach Aussagen des gefangenen Kapitäns der Horus handelte es sich bei dem versenkten Fahrzeug vermutlich um einen Raddampfer, der in Friedenszeiten Passagierdienst zwischen der Themse und Holland versah. Um 16.30h wurde die Sondergruppe zusammen mit ihrer Prise Horus von den beiden Schlachtkreuzern Derfflinger und Moltke und anderen Einheiten aufgenommen.

### Vorstoß gegen die Doggerbank im August 1916
Nachdem heimkehrende U-Boote über britische Fischdampfer berichtet hatten, die auf der Doggerbank innerhalb von Fangflotten gegen deutsche U-Boote operierten, fand Anfang August 1916 in Emden eine gemeinsame Sitzung von Offizieren der S-Gruppe und der U-Bootwaffe statt. Es wurde beschlossen, erstmals  eine gemeinsame Operation der S-Gruppe mit U-Booten durchzuführen.
Die Gruppe lief am 8. August 1916 aus der Ems auf und traf am 9. August um 15.00 Uhr auf Position 54° 25´ N, 3° 10´O mit U 66 unter Kapitänleutnant Thorwald von Bothmer und U 69 unter Kapitänleutnant Ernst Wilhelms zusammen. Dabei wurden vier in Dwarslinie fahrende U-Bootjäger der britischen Acacia-Klasse gesichtet. Aufgrund spiegelglatter See und zu großer Entfernung wurde jedoch auf einen Angriff verzichtet. Die deutschen Einheiten stießen bis zur Doggerbank vor, trafen jedoch nur holländische Fischereifahrzeuge an. Dabei fuhren die U-Boote mit hoher Geschwindigkeit voraus und stoppten verdächtige Fahrzeuge, während die Fischdampfer die eigentliche Kontrolle übernahmen.
Das Unternehmen zeigte zwar, dass sich ein gemeinsames Vorgehen von U-Booten und Fischdampfern bewährt hatte, die Trawler jedoch aufgrund ihrer niedrigen Geschwindigkeit für derartig weitreichende Unternehmungen ungeeignet waren. Für zukünftige Unternehmungen dieser Art sollten Kleine Kreuzer und Zerstörer eingesetzt werden.

### Einsatz auf der Doggerbank im Oktober 1916
Am 20. Oktober 1916 lief die S-Gruppe von der Ems aus nach Nordwesten, um auf der Doggerbank britische Bewacher anzugreifen und eventuell Fischdampfer zu kapern. Wieder wurde eine holländische Tarnung benutzt; die Bismarck trug dabei die holländische Fischereikennzeichen P.S. 98 Martje. Am 22. Oktober standen die drei Dampfer an der Südostecke der Bank, gut 60 Seemeilen Nordnordwest  vom Terschelling-Bank-Feuerschiff. Es herrschte ruhige See und klare Sicht; auf dem Anmarsch war die S-Gruppe zahlreichen holländischen Fischdampfern begegnet.
Um 07.50 Uhr sichteten die Fischdampfer im Süden Rauchwolken, die sich zu zwei britischen Zerstörergruppen gehörig entpuppten, die von Kleinen Kreuzern begleitet wurden. Um 09.20h war die Gruppe von acht britischen Einheiten eingeschlossen. Schlieder entschloss sich laut Eintragung im Kriegstagebuch, die Maskierung bis zur Erkennung beizubehalten. Um 09.30 Uhr hisste ein auf die Bismarck zukommender Zerstörer der Laforey-Klasse das internationale Signal E. C. (Welches Schiff?). Der Zerstörer hatte allerdings seine Geschütze nicht besetzt, die noch mit dem Wetterschutz bezogen waren. Schlieder beantwortete das Signal jedoch nicht, woraufhin sich der Zerstörer wieder entfernte und das Signal schließlich niederholte. Um 23.15 Uhr lief die S-Gruppe auf Borkum-Reede ein.

### Der Untergang derBismarck
Ende März 1917 lief die Sondergruppe erneut zur U-Bootbekämpfung aus und passierte dabei die Sperre 19, die sich in der Nähe von Horns Riff befand und vom britischen U-Boot E 51 am 17. März gelegt worden war. Trotz Absuche durch die 10. Torpedoboots-Halbflottille war die Sperre nur unvollständig geräumt worden. Am 29. März, 03.00 Uhr, lief die Bismarck auf eine der dort ausgelegten Minen und sank innerhalb von 15 Sekunden. Dabei kam bis auf drei Mann die gesamte Besatzung einschließlich Schlieder ums Leben.

## Das Ende – andere Sondergruppen der Nordseevorpostenflottille

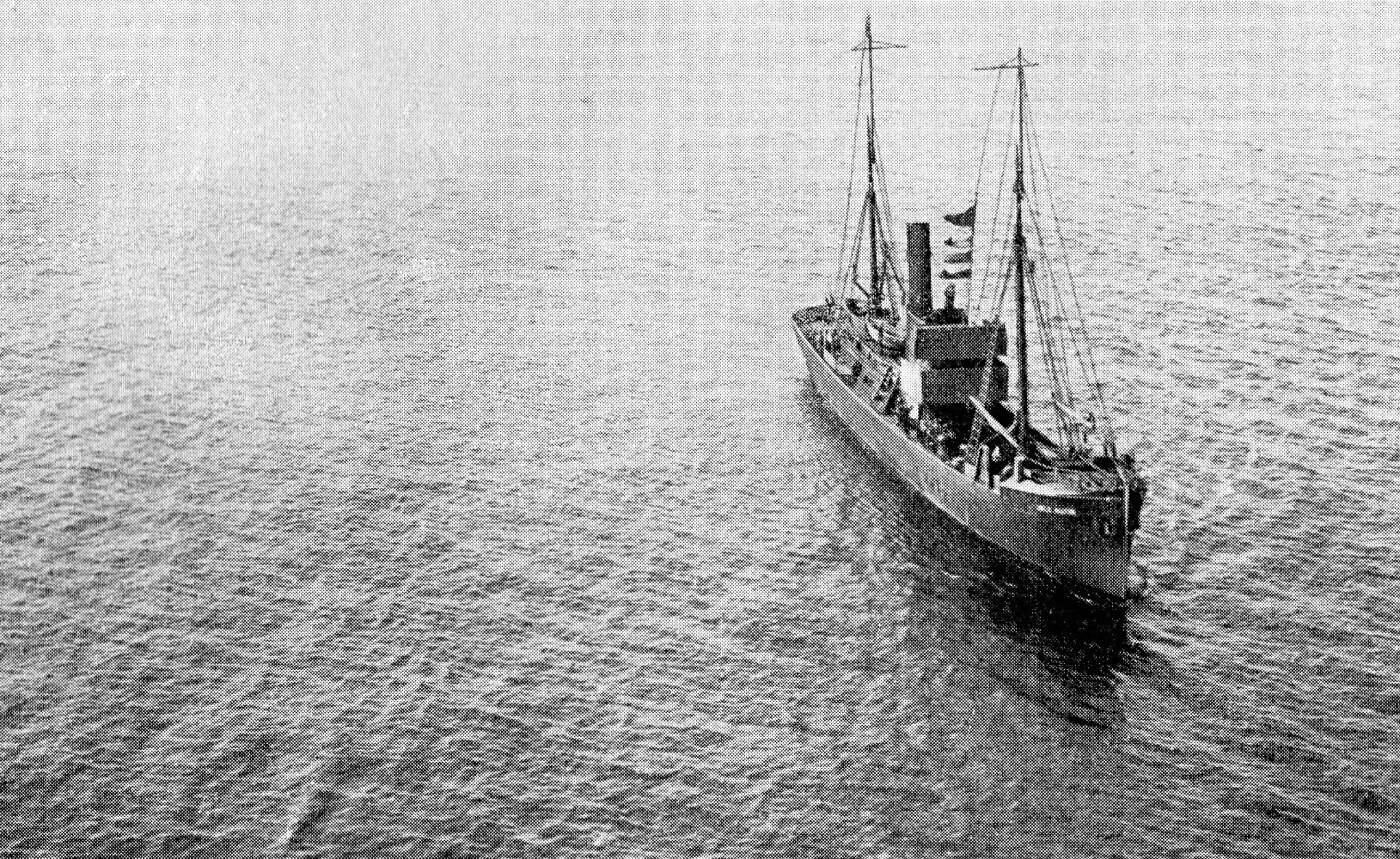
Vorpostenboot der Kaiserliche Marine Fritz Reuter vom Blücher-Typ circa 1917

Nach dem Untergang der Bismarck wurde die S-Gruppe von Oberleutnant zur See Heinrich Woldag, weitergeführt, welcher im Zweiten Weltkrieg einziger Kommandant des Schweren Kreuzers Blücher war und beim Untergang 1940 des Schiffes umkam. Unklar ist, welche weiteren Einheiten in die Gruppe aufgenommen wurden und welche Tätigkeiten sie anschließend ausübte. Auch der Zeitpunkt ihrer Auflösung ist ungeklärt. Sicher ist lediglich, dass Woldag am 15. August 1917 mit den Dampfern Fritz Reuter (offenbar das Führerboot), Kehdingen und Dithmarschen das Unterseekabel Fanö – Calais durchschnitt. (Groß, S. 61.)
Aus Dokumenten des Marinenachrichtendienstes der Royal Navy (Room 40) ist neuerdings bekannt geworden, dass neben der Sondergruppe Schlieder offenbar noch mindestens drei weitere Sondergruppen der Nordseevorpostenflottille existierten, für die es bislang von deutscher Seite keinen publizierten Nachweis gibt. Von der Existenz dieser Gruppen muss jedoch ausgegangen werden, da die britische Seite den deutschen Marinefunk praktisch lückenlos überwachte und entschlüsselte. Im Bundesarchiv-Militärarchiv in Freiburg i. Br. sind offenbar lediglich die Kriegstagebücher aus dem Jahr 1916 sowie Erfahrungsberichte der S-Gruppe erhalten geblieben.